# Takumi Fujitani
Takumi Fujitani (japanisch 藤谷 匠 Fujitani Takumi; * 6. Dezember 1995 in der Präfektur Hyōgo) ist ein japanischer Fußballspieler.

## Karriere
Fujitani erlernte das Fußballspielen in der Schulmannschaft der Kagawa Nishi High School und der Universitätsmannschaft der Kōbe-Gakuin-Universität. Seinen ersten Vertrag unterschrieb er 2018 beim FC Gifu. Der Verein spielte in der zweithöchsten Liga des Landes, der J2 League. Am Ende der Saison 2019 stieg der Verein in die dritte Liga ab. Nach fünf Spielzeiten, in denen er 111 Ligaspiele bestritt, wechselte er im Januar 2024 zum Zweitligisten Tochigi SC. Am Ende der Saison 2024 belegte er mit Tochigi den 18. Tabellenplatz und musste somit in die dritte Liga absteigen.